# Rodolfo Dantas Bispo
Rodolfo Dantas Bispo, semplicemente noto come Rodolfo, (Santos, 23 ottobre 1982) è un ex calciatore brasiliano, di ruolo difensore.

## Carriera

### Club
Prodotto del vivaio dei brasiliani del Fluminense, ove cresce calcisticamente, ha l'occasione di mostrarsi in Europa quando nel 2004 viene acquistato dagli ucraini della Dinamo Kiev.
Nel 2007 viene acquistato dai russi della Lokomotiv Mosca e nel 2011 torna in Brasile. Il 6 marzo 2015 passa al Terek Grozny, dal 2017 denominato Achmat.

## Palmarès

### Club

#### Competizioni nazionali
- Coppa d'Ucraina: 2

Dinamo Kiev: 2004-2005, 2005-2006
- Supercoppa d'Ucraina: 2

Dinamo Kiev: 2004, 2006

#### Competizioni statali
- Campionato Carioca: 1

Fluminense: 2002